# William Lockhart de Lee
William Lockhart de Lee (1621–1675) est un soldat et diplomate écossais.
Il fut, de 1654 à 1659, membre du Parlement d'Écosse pour la circonscription de Lanarkshire.
Il est connu pour avoir participé à la bataille des dunes en 1658 qui a permis au roi Charles II d'Angleterre d'acquérir la ville de Dunkerque, qu'il revendit au roi de France Louis XIV en 1662.